# Arrochar
Arrochar (/ˈærəxər/ ARR-ə-khər ; en gaélique écossais : 'An t-Àrchar ou An Tairbeart Iar') est un village situé près de la tête du Loch Long, sur la péninsule de Cowal à Argyll and Bute, dans les Highlands écossais. Le village se trouve dans le parc national du Loch Lomond et des Trossachs.

## Géographie

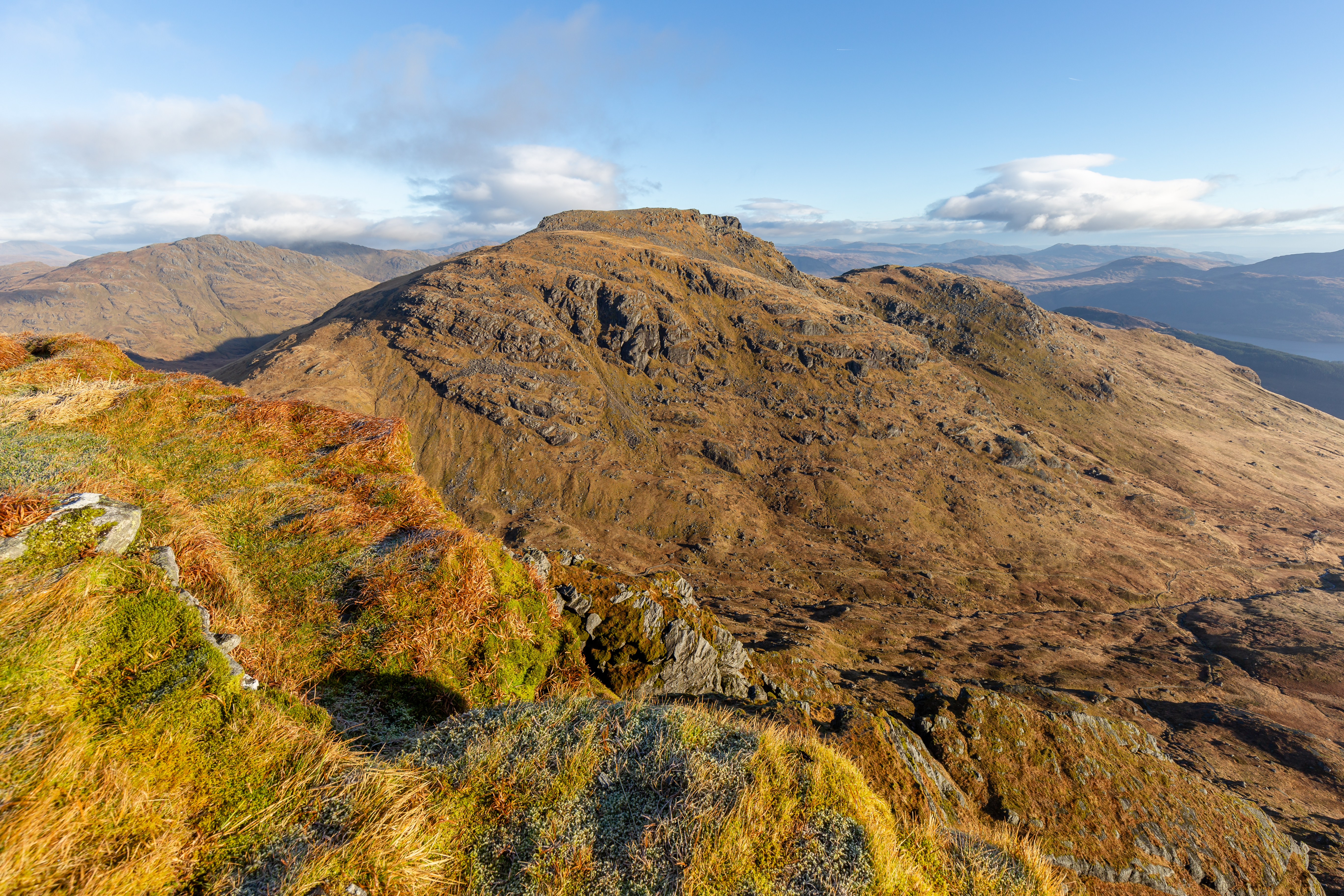
Le Beinn Narnain, près d'Arrochar. Cette montagne est un munro. Décembre 2018.

Historiquement situé dans le Dunbartonshire, il est surplombé par un groupe de montagnes appelées les Alpes d’Arrochar (culminant au Beinn Ìme), et en particulier par le sommet rocheux distinctif du Pavé. Il bénéficie de bonnes communications car il est à la jonction des routes A83 et A814 et est desservi par la gare d'Arrochar et Tarbet. En outre, la route A82 traverse Tarbet à deux miles à l’est.
Plus particulièrement, l’Association de camping d’Arrochar a organisé des camps dans les collines entourant Arrochar pendant quelques mois. A deux pas de la gare d’Arrochar et de Tarbet se trouve leur terrain de prédilection. L’association, déclenchée par un voyage composé de 4 campeurs, a rapidement pris de l’ampleur dans les zones environnantes et les camps rassemblent maintenant plus de 20 campeurs.

## Histoire
Pendant plus de cinq siècles, cette région, la baronnie féodale d’Arrochar, a été tenue par les chefs du clan MacFarlane et avant eux par leurs ancêtres les barons d’Arrochar. La famille est celtique dans la lignée masculine et originaire de leur patrie des Highlands de hauts sommets et de lochs profonds juste au-dessus de la taille de l’Écosse. La colonie était une cible clé pour les pirates vikings qui ont emmené leurs bateaux sur 2 miles par voie terrestre à Tarbet pour attaquer les colonies intérieures non protégées à Loch Lomond avant leur défaite en 1263 à la bataille de Largs.
L’extrémité ouest d’Arrochar marque la limite traditionnelle de l’Argyllshire et du Dunbartonshire, et cela est resté le cas lors de la réorganisation du gouvernement local en 1975. Cependant, en 1996, les limites d’Argyll and Bute et de West Dunbartonshire ont été considérablement redessinées, amenant toute la région en Argyll and Bute.

## Installation d’essais de torpilles d’Arrochar

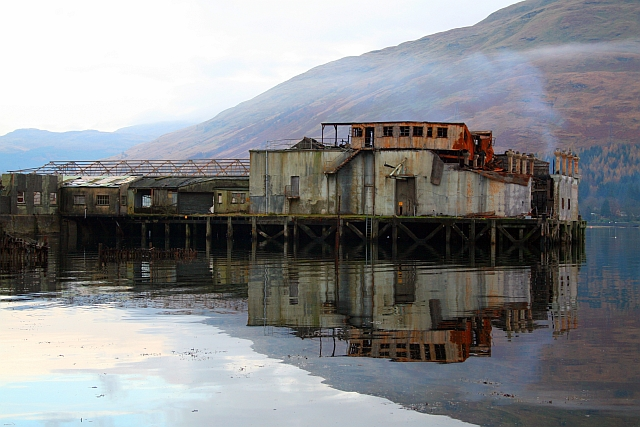
Installation d’essais de torpilles d’Arrochar

La photographie montre l’ancienne installation d’essai de torpilles à la tête du Loch Long. Elle a été mise hors service en 1980 et est actuellement en partie démolie. La démolition est au point mort depuis un incendie sur le site en juin 2007.
Des torpilles étaient tirées sur le Loch Long à partir de tubes situés à l’avant de l’installation. Un bateau était stationné là pour récupérer les torpilles (non armées) et les ramenait pour analyse. Le hangar (maintenant dépourvu de toit) à gauche et la partie principale du bâtiment ont des lignes d’assemblage où les torpilles étaient stockées et travaillées. Des palans au premier étage abaissaient les torpilles dans les tubes.
La salle de contrôle en haut, orientée vers le bas du loch, abritait une caméra. Derrière la salle de contrôle, au-dessus du hangar de chargement, se trouvaient des bureaux. Le reste de l’installation comprenait des logements et des ateliers, mais ceux-ci ont été vendus.